# Egia
Egia (Baskisch. Spaans: Eguía) is een van de 17 districten van de Spaanse stad San Sebastian. Het district grenst in het noorden aan de districten Gros en Ategorrieta-Ulia, in het oosten aan Intxaurrondo, en wordt in het zuiden en het westen begrensd door de rivier de Urumea, met aan de overkant met de wijzers van de klok mee de districten Loiola, Amara Berri, waarmee het verbonden wordt door de brug Puente de Mundaiz, en Centro, waarmee het verbonden wordt door de brug Puente de María Cristina.
Tot in de jaren 30 van de 20e eeuw bestond de bebouwing voornamelijk uit verspreide huizen van landbewerkers die hun oogsten in de stad verkochten. In 1864 werd aan de rand van dit gebied de spoorweg en het station van San Sebastian aangelegd. Daarna volgde de vestiging van industrie, een begraafplaats, en in 1913 het tweede stadion van Real Sociedad, het Atocha Stadion, dat de club gedurende 80 jaar in gebruik zou hebben. Aan het eind van de jaren dertig van de 20e eeuw werden de eerste woonwijken gebouwd, in het lage gedeelte aan de oever van de rivier. In de jaren 50 werd ten slotte het gebied volgebouwd zonder voorafgaande planning, waardoor er meerdere buurten met een eigen identiteit ontstonden, waaronder de kades van de Urumea, Atotxa (aan de voet van de heuvel, gescheiden van de kades van de Urumea door de spoorweg), Mundaitz in het zuiden (op een schiereiland in de Urumea, met onder anderen een groot park en een universiteitscampus), Iruresero (het centrale gedeelte van de wijk), Aldakonea, Jai-Alai en Tolaregoia.
Aiete · Altza · Amara Berri · Antiguo · Ategorrieta-Ulia · Añorga · Centro · Egia · Gros · Ibaeta · Igeldo · Intxaurrondo · Loiola · Martutene · Miracruz-Bidebieta · Miramon-Zorroaga · Zubieta